# クァントンイモリ
クァントンイモリ（学名：Cynops orphicus、英：Dayang newt）は、イモリ科イモリ属の希少な種で、中華人民共和国の固有種である。広東省東部の掲西県で1936年に採集されており、1983年に新種として記載された。その後、福建省中央部の徳化県でも見つかっている。
天然の生息地は水たまりや小さな湖であり、冬眠中は、森林や荒れ地等を含む陸地に棲息する。生息地の喪失と破壊の脅威に晒されている。